# Liquid Cool
Liquid Cool je třetí studiové album americké zpěvačky Nite Jewel. Vydáno bylo 10. června 2016 společností Gloriette Records. Autorkou všech skladeb je sama zpěvačka, kromě jedné výjimky, písně „I Mean It“. Tu spolu s ní napsal její manžel Cole M. Greif-Neill. Zároveň album celé sama produkovala, opět s výjimkou písně „I Mean It“, kterou spolu s ní rovněž produkoval Greif-Neill. Tomu je rovněž v bookletu alba poděkováno za asistenci a vedení.

## Seznam skladeb
1. Nothing But Scenery – 3:20
2. Was That a Sign – 3:53
3. You Now – 3:38
4. Kiss the Screen – 3:30
5. Over the Weekend – 3:28
6. Boo Hoo – 3:34
7. I Mean It – 3:15
8. Running Out of Time – 5:51
9. All My Life – 3:19